# Escudo (geologia)
| Escudos Plataformas (escudos com cobertura sedimentar) Cadeias orogénicas Bacias tecto-sedimentares Grandes províncias ígneas Crusta continental | Crusta oceânica: 0–20 Ma 20–65 Ma >65 Ma |

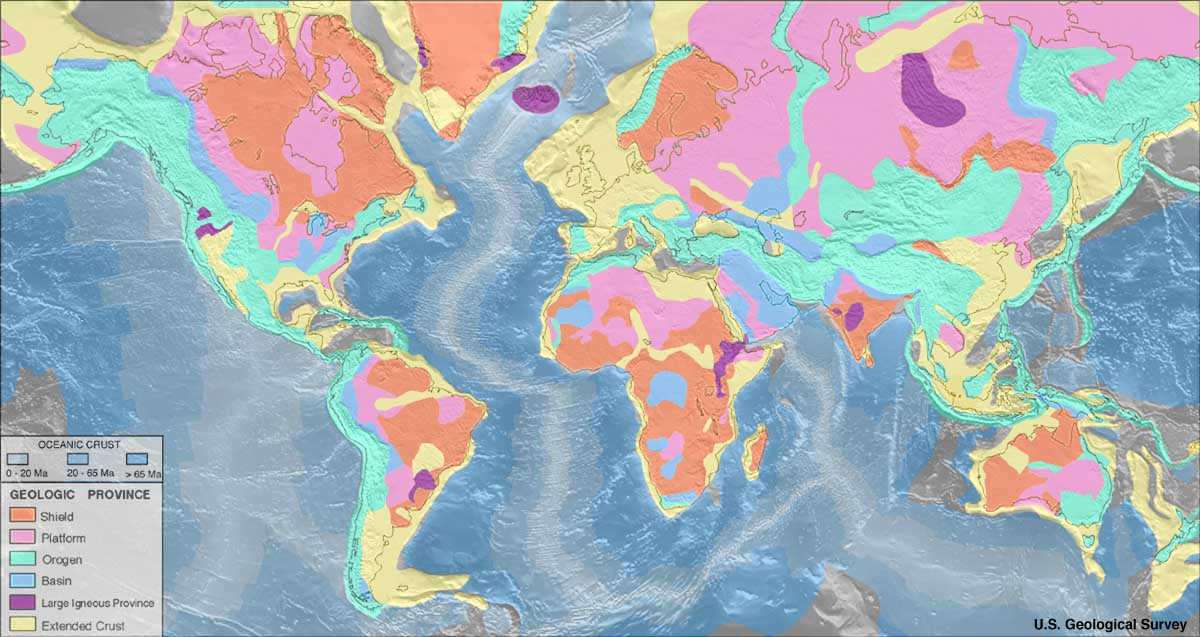
Províncias geológicas da Terra (USGS)
Escudos
Plataformas (escudos com cobertura sedimentar)
Cadeias orogénicas
Bacias tecto-sedimentares
Grandes províncias ígneas
Crusta continental
Crusta oceânica:
0–20 Ma
20–65 Ma
>65 Ma

Um escudo é uma grande área de rochas ígneas cristalinas pré-cambrianas e metamórficas de alto grau expostas que formam áreas tectonicamente estáveis. Em todos os escudos a idade das rochas é superior a 570 milhões de anos chegando mesmo aos 3 bilhões e meio de anos(3,5 mil milhões de anos). São das primeiras formações rochosas terrestres.[carece de fontes?]
Escudos antigos ou maciços cristalinos são blocos imensos de rochas antigas. Estes escudos são constituídos por rochas cristalinas (magmático-plutônicas), formadas em eras pré-cambrianas, ou por rochas metamórficas (material sedimentar) do proterozoica, são resistentes, estáveis, porém bastante desgastadas, e com muitas intrusões magmáticas.
Alguns exemplos:
- Escudo africano
- Escudo guianense
- Escudo patagónico
- Escudo barro preto do sul da indonésia
- Escudo canadiano
- Escudo Ucraniano